# Henry Otto
Henry Otto (né le 8 août 1877 à Saint-Louis, Missouri et mort le 3 août 1952 à Los Angeles) est un réalisateur, acteur, scénariste et producteur de cinéma américain.

## Filmographie

### Comme réalisateur
- 1912 : The Employer's Liability
- 1912 : Betty's Bandit
- 1912 : A Fight for Friendship
- 1914 : Two Little Vagabonds
- 1914 : This Is th' Life
- 1914 : The Mirror (en)
- 1914 : The Redemption of a Pal
- 1914 : Beppo
- 1914 : The Archeologist
- 1914 : In Tune
- 1914 : The Silent Way
- 1914 : When a Woman Waits
- 1915 : The Tin Can Shack
- 1915 : The Castle Ranch
- 1915 : Restitution
- 1915 : The Alarm of Angelon
- 1915 : The Crucifixion of Al Brady
- 1915 : Silence
- 1915 : Imitations
- 1915 : Justified
- 1915 : Saints and Sinners
- 1915 : The Decision
- 1915 : The Derelict
- 1915 : The Truth of Fiction
- 1915 : His Mysterious Neighbor
- 1915 : Ancestry
- 1915 : Reformation
- 1915 : His Brother's Debt
- 1915 : The Wishing Stone
- 1915 : Wife Wanted
- 1915 : One Summer's Sequel
- 1915 : The Broken Window
- 1915 : The Greater Strength
- 1915 : Reprisal
- 1915 : The Resolve
- 1915 : The Guiding Light
- 1915 : By Whose Hand?
- 1915 : The Zaca Lake Mystery
- 1915 : The Deception
- 1915 : Detective Blinn
- 1915 : Comrades Three
- 1915 : The Jilt
- 1915 : Mixed Wires
- 1915 : The Divine Decree
- 1915 : The Forecast
- 1915 : Senor's Silver Buckle
- 1915 : It Was Like This
- 1915 : The Measure of Leon Du Bray
- 1915 : Manna
- 1915 : The Phantom Fortune
- 1916 : A Daughter of Penance
- 1916 : Undine
- 1916 : The One Woman
- 1916 : Behind the Curtain (en)
- 1916 : The Haunted Bell
- 1916 : Won with a Make-Up
- 1916 : Half a Rogue
- 1916 : The Devil's Image
- 1916 : The Man from Nowhere
- 1916 : The Man Across the Street
- 1916 : Le Pirate du Saint-Laurent (The River of Romance)
- 1916 : Monsieur 44 (Mister 44)
- 1916 : The Lie Sublime
- 1916 : Big Tremaine
- 1917 : Jackie nouvelle châtelaine (The Butterfly Girl)
- 1917 : Lorelei of the Sea
- 1918 : Their Honeymoon Baby
- 1918 : Wild Life
- 1919 : The Great Romance
- 1919 : L'Enlèvement de Miss Maud (The Island of Intrigue)
- 1919 : The Amateur Adventuress
- 1919 : Flirteuse (Some Bride)
- 1919 : The Microbe
- 1919 : Angel Child
- 1919 : Fair and Warmer
- 1920 : La Légende du saule (The Willow Tree)
- 1920 : The Cheater
- 1920 : A Slave of Vanity
- 1923 : Janette, jouet du destin (en) (Lovebound)
- 1923 : Le Temple de Vénus (The Temple of Venus)
- 1924 : Dante's Inferno
- 1924 : Pour un collier de perles (Folly of Vanity), coréalisation de Maurice Elvey
- 1925 : The Ancient Mariner
- 1927 : The Love Wager
- 1930 : Alma de Gaucho

### Comme acteur
- 1912 : The Unknown Model
- 1912 : The Torn Letter de Tom Ricketts : John Arnold
- 1912 : The Story of a Wallet : The District Attorney
- 1912 : The Employer's Liability : Pettherick Walton, President of Western Mines
- 1912 : Betty's Bandit : Farmer Allen
- 1912 : A Fight for Friendship : John Rand, a Contractor
- 1912 : Harbor Island : General Arieno, Owner of Harbor Island
- 1913 : The Lipton Cup: Introducing Sir Thomas Lipton de Lem B. Parker
- 1913 : A Little Child Shall Lead Them de Lem B. Parker : Frank Peyton
- 1913 : The Governor's Daughter
- 1913 : Her Only Son
- 1913 : Two Men and a Woman : Raphael Salvator, The Portrait Painter
- 1913 : The Spanish Parrot Girl : Father Diaz
- 1913 : Diverging Paths
- 1913 : Love Before Ten
- 1913 : Margarita and the Mission Funds de Lem B. Parker : Padre Sandez of the Mission
- 1913 : The Hoyden's Awakening de Lem B. Parker
- 1913 : With Love's Eyes de Lem B. Parker : le chirurgien
- 1913 : The Tie of the Blood : Big Eagle, Chief of the Osage
- 1913 : An Old Actor
- 1913 : A Welded Friendship : John Bowling
- 1913 : In the Long Ago
- 1913 : Mrs. Hilton's Jewels
- 1913 : The Beaded Buckskin Bag
- 1913 : The Trail of Cards
- 1913 : The Acid Test
- 1913 : The Mansion of Misery de Lem B. Parker
- 1913 : The Flight of the Crow
- 1913 : Fate Fashions a Letter
- 1914 : Message from Across the Sea
- 1914 : Through the Centuries : Willing
- 1914 : Tested by Fire : Algernon Fordham, City Man
- 1914 : The Attic Above : Mr. Hutchinson, the Bank President
- 1914 : Elizabeth's Prayer : Richard Lee, A Sporty Acquaintance
- 1914 : While Wifey Is Away : Mr. Smith
- 1914 : The Midnight Call : Lawler, Jr.
- 1914 : When Thieves Fall Out : Bud Reilly, A Thief
- 1914 : His Fight
- 1916 : Half a Rogue : Ex-Senator Henderson
- 1916 : Mister 44 : Dick Westfall
- 1917 : Lorelei of the Sea : John Grey
- 1926 : The Outlaw Express : John Mills
- 1929 : Le Masque de fer (The Iron Mask) : The King's Valet
- 1929 : The Quitter : Dr. Abott
- 1929 : One Hysterical Night (en) de William James Craft : Dr. Hayden
- 1931 : Sea Devils de Joseph Levering : le gouverneur
- 1931 : Svengali : Man with Opera Glasses
- 1942 : La Reine de l'argent de Lloyd Bacon : Bit Role

### Comme scénariste
- 1910 : Tommy Gets His Sister Married
- 1911 : The Stepsisters
- 1911 : His Birthday
- 1911 : Memories of the Past
- 1912 : Oh, Such a Night!
- 1913 : All on Account of a Transfer
- 1916 : Mister 44
- 1916 : Big Tremaine
- 1923 : The Temple of Venus

### Comme producteur
- 1916 : Undine